# فير 2: بروجيكت أوريجن
فير 2: بروجيكت أوريجن (بالانجليزية: F.E.A.R.2: Project Origin) هي لعبة فيديو من منظور الشخص الأول  نمط رُعب البقاء، تم تطويرها بواسطة شركة مونولث برودكشنز، نُشرت من قبل شركة وارنر برذرز. تُلعب على نظام  ويندوز وبلاي ستيشن 3 واكس بوكس 360. وهي تكملة للعبة " فير" الأولى، وهي اللعبة الثانية في سلسلة  فير. تم إصدارها في 10 فبراير 2009 وتم توفيرها على ستيم بعد يومين من اصدارها في 12 فبراير 2009. تم إصدار توسع للعبة وهي «فير 2: إعادة الولادة»، في نفس العام. في 15 نوفمبر 2021، أعلنت شركة مايكروسوفت أنه احتفالًا بمرور 20 عامًا على إكس بوكس، فإنها ستضيف أكثر من 70 لعبة أخرى إلى برنامج التوافق مع الإصدارات السابقة. تضمنت هذه الألعاب مُجمل ألعاب سلسلة F.E.A.R ، المُتاحة  للشراء واللعب على أجهزة إكس بوكس ون وXbox Series X / S من مايكروسوفت.

## أسلوب اللعب
تحافظ لعبة فـيـر 2 على العناصر الأساسية من اللعبة الأصلية، بما في ذلك القتال السلوكي، وهجمات فنون الدفاع عن النفس، وتعزيز الذكاء الاصطناعى. كان ذكاء الاصطناعي مرتبط في لعبة فير الأصلية و المعروفة باستكشافها للبيئات، وظهور حركات التستر خلف الأعمدة و حطام الطاولات، فقد تم الاحتفاظ بالعديد من هذه السلوكيات لتتمة. وتشتمل الميزات الجديدة في اللعبة على الهدف من الرؤية الحديدية، وإنشاء غطاء عن طريق دفع الأشياء، والقدرة على استخدام الأجهزة الميكانيكية الثقيلة لتدمير الهياكل الآلية الفتاكة. تمت إزالة القدرة على الانحناء و المشي. وتتميز فير 2  بمجموعة متنوعة من الأعداء، بالإضافة إلى المزيد من المواجهات مع الأعداء الخارقين. 
لا تسمح فير 2 للاعب بحفظ يدويًا وتضم مجموعة نقاط حفظ تعتمد على نظام «نقاط الحفظ التلقائي». ومع ذلك ، تسمح اللعبة للاعب بإعادة تحميل أي مستوى من القائمة الرئيسية بعد إكمال المستوى أولاً. 

## الخلفية
تتمة لـ (فير) تواصل القصة المشبوهة للروح التي لا تموت «ألما ويد» و الذي يسبب غضبها ضد أولئك الذين ظلموها في أزمة الخوارق المتصاعدة التي تهدد بالتهام واستبدال الواقع بآخر خاصاً بها. بدلاً من اللعب بـ«بوينت مان» ، سيكون بطل اللعبة مايكل بيكيت (Michael Becket) ، أحد قوات دلتا  الذي يتم إرساله مع فريقه لاصطحاب أريستيد Genacieve Aristide رئيسة شركة  (ATC) إلى الحجز الوقائي قبل ثلاثين دقيقة تقريبًا من انتهاء الجزء الأول. 

## القصة
خلال الأحداث المناخية للجزء الأول، تم نشر فريق قوة دلتا لنقل رئيسة ATC (أريستيد) إلى الحجز الوقائي في شقتها في بنتهاوس في فيربورت. عند الوصول ، تتعرض السقيفة للهجوم من قبل قوات العمليات السوداء التابعة لـ ATC Security ، التي يرسلها مجلس إدارة الشركة. بعد إنقاذ أريستيد، يكتشف المجند مايكل بيكيت عن تلميحات لمشروع يعرف باسم هاربينغر "Harbinger" ، والذي يشارك فيه هو والعديد من زملائه في الفريق. حيث تدعي أريستيد أن بيكيت وفريقه هما السبيل الوحيد لإيقاف ألما، ولكن قبل أن يتمكنوا من الوصول إلى الهدف، يقوم «بوينت مان» بتفجير مفاعل المنشأ. ويسقط بيكيت فاقداً الوعي بالانفجار. 
عندما يتعافى، يجد بيكيت نفسه وبقية أعضاء فريقه في مستشفى عميق تحت الأرض، يديره فريق من الأطباء تحت إشراف أريستيد. يتعرض المستشفى لهجوم من قِبل أطقم الإخلاء ATC بقيادة العقيد فانيك، ويتعين على بيكيت أن يخرج من المستشفى. أثناء الفرار، يتلقى بيكيت اتصالات عبر إذاعته من رجل يطلق على نفسه اسم «سناك فيست (قبضة الأفعى) - Snake Fist». بعد هروبه من المستشفى ومواجهة قائد قوات ATC ، يقاتل بيكيت في طريقه إلى السطح، حيث يواجه الحيوانات المستنسخة التي تم إعادة تنشيطها من قوات ريبليكا. أثناء انتقاله إلى السطح، يتعرض بيكيت للاعتداء مرارًا وتكرارًا من قِبل ألما، والذي (وفقًا لـ سناك فيست) يحاول بيكيت «استيعاب» ظهورها المرعب الذي يحمل إشارة نفسية تنبعث منها، وبعد تغيير بيكيت نفسيًا في «غرفة التوفيق» تخدعه أريستيد للدخول فيه. 
بعد الوصول إلى السطح، يعيد بيكيت تجميع ما تبقى من فريقه، الذي قُتل العديد منهم بشكل منظم على يد ألما. يتشكل الفريق، حيث ينتقل الفريق إلى «ويد الابتدائية» وهي مدرسة تخضع لسيطرة ATC Security ، حيث يختبئ سناك فيست و أريستيد. يكتشف بيكيت أن قبو المدرسة هو مرفق أبحاث تابع لـ ATC ، لمشروع يُعرف باسم "Paragon". هنا، يكتشف بيكيت أن «مشروع هاربينغر» كان محاولة لإنشاء المزيد من القادة النفسيين على غرار باكستون، وهو خصم رئيسي من اللعبة الأصلية، وأن بيكيت و كييغن كانا أكثر المواضيع واعدة. خلال مواجهة مع ألما في المدرسة، تظهر ردة فعل مفاجئة على بيكيت، وظهور «شكل» ثالث من ألما عارية. 
في المُنشأة حيث الطابق السفلي، يقتل بيكيت العقيد فانيك و يعثر على سناك فيست. يكشف سناك فيست عن نفسه على أنه تيري هالفورد، الباحث في ATC ، ويوضح أن الطريقة الوحيدة لهزيمة ألما هي السفر إلى منشأة أرماشم Armacham داخل مفاعل نووي في جزيرة ستيل لاند (Still Island) القريبة، التي تضم جهازًا يمكنه تضخيم القوة النفسية. مع هذا الجهاز، يمكن أن يهزم بيكيت ألما بقدراته النفسية. بينما يستعد بيكيت و هالفورد للعودة إلى السطح، يتم قطع رأس هالفورد بواسطة قوات ريبليكا. 
في طريقها إلى جزيرة ستيل لاند، تتعرض فرقة بيكيت لكمين من قبل قوات ريبليكا، ويتجول الرقيب كيجان في حالة ذهول. يتابع بيكيت ويحاول استعادة كيجان، ولكن بدلاً من ذلك يتم تأخيره بواسطة قوات ريبليكا. بعد قتال كل من جنود العدو والمزيد من اعتداءات ألما، جمع شمله في نهاية المطاف مع ما تبقى من الفريق،  يتوجه بيكيت إلى منشأة ATC. و يدخل مكبر الصوت النفسي، وبينما تستعد ستوكس لتشغيل الآلة. تقتل على يد أريستيد، ويُتضح أن أريستيد أنها بدلاً من تدمير ألما، فإنها تخطط لإغلاق بيكيت وألما داخل الجهاز معًا، حتى تتمكن من استخدام ألما كوسيلة ضغط ضد ATC. 
تقترب ألما من بيكيت، ويتم إرساله إلى هلوسة أخرى، حيث يحارب ظهورات الرقيب كيجان المجنون. أثناء محاولة إعادة تنشيط مكبر الصوت، يرى بيكيت صورًا لـ ألما، الذي يبدو أنه يغتصبها في العالم الحقيقي. أخيرًا، بعد إعادة تنشيط المفتاح الأخير، يهرب بيكيت من الهلوسة ليجد نفسه مختومًا داخل الجهاز. يتم فتح الجهاز، يرى ألما تقف في وسط منظر طبيعي مفخخ. ألما الآن حامل بطفل بيكيت، وتنتهي اللعبة وهي تستيقظ نحو بيكيت وتضع يده على بطنها، لسماع صوت طفلا يقول «أمي» بشكلا واضح. 

## التطوير
يظل التكملة في الكون الأصلي الحالي، مع الاحتفاظ بالقصة والشخصيات الأصلية، على الرغم من أنها لا تتعرف على استخراج نقطة أو ولاية بيرسيوس. جندت مونولث برودكشنز ناشرا جديدا للعبة ، حيث تم شراؤها من قبل وارنر برذرز في عام 2004 أثناء تطوير فـيـر، وبعد ذلك تم إسقاط فيفندي يونيفرسال كناشر. تم إصدار فـيـر 2 في 10 فبراير 2009 في أمريكا الشمالية وأوروبا.
عُرضت اللعبة لأول مرة في  معرض الترفيه الإلكتروني 2007 مع عرض إكس بوكس 360، وعرضت لقطات العرض التوضيحي محرك اللعبة المجدد، وتكشف لمحات عن المؤامرة ، بدءًا من قصة مايكل التي خضعت لعملية جراحية أشرفت عليها جنيف، مع مضاعفات غير معروفة ، تم اكتشافها لاحقًا بأنها مرتبطة بألما.
في مقابلة مع جون مولكي، المصمم الرئيسي لفـيـر 2 في تلك المرحلة، وصف اللعبة بأنها «بيئة أكثر انفتاحًا»، مشيرًا إلى أن «المدينة المدمرة تفتح عددًا لا يصدق من الفرص» . ذكر مولكي أيضًا أن الأعداء سيكونون أكثر تنوعًا مقارنةً باللعبة السابقة. 
حدث آخر بارز حدث في 22 ديسمبر 2008 عندما تم إصدار لقطات شاشة من أصل خمسة وثلاثين مشروعًا . ظهر أحدهم رجلاً يرتدي قميصًا " Shogo 2". تسبب هذا في ضجة كبيرة من المعجبين والمضاربة في الصناعة حول تكملة محتملة للعبة Shogo القديمة قيد الإنتاج (على الرغم من ظهور أسرار اللعبة القديمة، فأن هناك ألعاب أخرى بما في ذلك فـيـر الأصلي). 

### نايم أوف فير
أعلنت شركة مونولث برودكشنز عن مسابقة اسمها "Name Your Fear" في 4 يونيو 2007 ، لإيجاد اسم جديد للعنصر. كان أمام المتسابقين حتى 22 يونيو تقديم اسم ، وبعد ذلك سيتم اختيار ثلاثة متسابقين نهائيين مع إمكانية اختيار المشجعين لمفضلتهم. سيكون للمتسابقين النهائيين الثلاثة ظهورهم في اللعبة.  تم إنشاء موقع خاص لهذه المسابقة. 

في 3 آب (أغسطس) 2007 ، تم فتح باب التصويت للجمهور لنهائي التسمية الثلاثة ، وهم: «صدى الميت» و «أصل المشروع» و«إشارة داكنة». تم إغلاق التصويت في 10 أغسطس 2007. في 6 سبتمبر 2007 ، تم إعلان الفائز عن «أصل المشروع» . على الموقع الرسمي للألعاب ، تم توضيح أسباب اختيار أصل المشروع : 
 أصل المشروع هو إعجاب قوي ومفضل للمطورين. لقد تلقينا أكثر من 400 طلب يحتوي على الأصل في الاسم. التقديم الثاني للمسابقة كان أصل المشروع ، لذلك كان لدينا اسم يدور في أذهاننا منذ البداية ، أصل المشروع مناسب تمامًا لعنوان تتمة لأنه برنامج ارماشام الذي تنشأ منه كل المشاكل في عالم اللعبة. استخدم مهندس مشروع الأصل، هارلان واد ، ابنته في تجربة مروعة حولتها إلى الوحش الذي نراه في اللعبة الأولى. . . . . . في تتمة ، بدأت تداعيات أصل المشروع في الانهيار. 
 في وقت لاحق أعلنت مونولث برودكشنز ووارنر برذرز في 8 سبتمبر 2008 بشراء مجموعة F.E.A.R من أكتيفجن بليزارد. يبقى أصل مشروع لقب، على الرغم من استخدامه كعنوان فرعي.

## الإصدار
في 31 أكتوبر 2008 ، أصدرت مونوليث و ورنور بروز كوميك رقمية حصرية على غيم تريلرز. الكوميك يتحدث بعد تحطم طائرة هليكوبتر في نهاية فير الأولى، جين على قيد الحياة ولكن بوينت مان و هوليداي غائبان، وبعض آثار أقدام دامية تذهب بعيدا عن الحادث. يرى جين أن بريمر لا يزال حياً فقط لمشاهدة جسده يذوب. ينظر جين إلى النافذة ليرى الشكل الأصغر لـ «ألاما» وهي تبتسم وعينيها متوهجة باللون الأحمر. 
في 22 كانون الثاني (يناير) 2009 ، تم إصدار عرض توضيحي قابل للتشغيل للعامة للويندوز وبلاي ستشن 3 والاكس بوكس 360. مثل عرض فـيـر الأصلي ، تم إجراء هذا النموذج باستخدام شرائح مدمجة من عدة مستويات مختلفة. 
تضمنت نسخة الإصدار المحدود من فـيـر 2 أيضًا فـيـر الأصلية، والأعمال الفنية الحصرية مع تشكيلات القابلة للتنزيل، وكلها مغلفة في صندوق بيع بالتجزئة. كانت اللعبة متاحة أيضًا بواسطة ستيم. تمكن الأشخاص الذين طلبوا اللعبة مسبقًا في غايم ستوب من الحصول على كتاب حصري يشرح التاريخ الكامل لقصة فـيـر بالكامل. 

## توسعة

غلاف فير 2: إعادة الولادة

تم الإعلان عن توسعة المحتوى القابل للتنزيل إلى فير 2: أصل المشروع بواسطة مونوليث في 29 يوليو 2009 بعنوان فير 2: إعادة الولادة (فير 2: ريبورن). يتكون التوسيع من أربعة مستويات جديدة ويتبع نسخة طبق الأصل من Foxtrot 813 للعثور على باكستون وتحرير روحه من مكبر الصوت النفسي. تم إصداره في 3 سبتمبر 2009 على أجهزة إكس بوكس 360 وPC وبلاي ستيشن 3 ، وهو متاح للشراء في الأسواق المعنية (متجر تسوق إكس بوكس نيتورك وستيم و متجر شبكة بلاي ستيشن). 

### القصة
يُفترض اللاعب دور جندي من طراز ريبلكا يسمى Foxtrot 813 يسترشد به «باكستون فيتيل»، الخصم في اللعبة الأولى، لتشغيل زميله ريبلكا ومحاولة الوصول إلى مركز الانفجار النووي الذي تسببت فيه محاولة بوينت مان الفاشلة. من الواضح أن ألما لا تريد أن يصل جندي ريبلكا المارق إلى هدفه مع باكستون، وتشرع في محاولة لهزيمة اللاعب بينما لا يزال ريبلكا تحت سيطرتها، والكائنات الغريبة التي تشبه الأشباح التي طبقتها في الدفعات السابقة من لعبة. ، يقاتل الجندي قوات العدو للوصول إلى نقطة التجمع المحددة ولكنه يضطر إلى ترك وحدته المدرعة خلفه، حتى يتمكن من إعادة تجميع صفوفه مع بقية Foxtrot. بعد لم شملهم، يشق Foxtrot 813 والفرقة طريقهم إلى مقر القيادة سيجما.
عندما يصل اللاعب إلى موقع الانفجار الأصلي، ويتقدم بعمق تحت الأنقاض، يتعرض لمهاجمين مجهولين، ويكتشف أن المهاجمين المجهولين كانوا أعضاء في شركة Foxtrot وسرعان ما تمت مهاجمتهم من قبل فرقة أخرى لريبلكا، ثم يوصف Foxtrot 813 بأنه خائن ويلاحقه حلفاؤه السابقون. تحت تأثير فتيل، يتهرب Foxtrot 813 من قوات ريبلكا ، سرعان ما تعرض Foxtrot 813 للهجوم من قبل ألما ويد التي يبدو أنها لا تريد تحقيق نوايا فتيل مع ريبلكا  ، يتمكن من شق طريقه عبر متحفه وبعد ذلك نفق أثناء توجهه نحو فوهة البركان، وصل Foxtrot 813 أخيرًا إلى أنقاض المنشأة. 
هناك يواجهه ألما، التي تحاول في محاولة أخيرة قتل Foxtrot 813 لمنعه من الوصول إلى زنزانة فتيل حيث ينتظره. عند هزيمة ألما والوصول إلى زنزانة فيتل، تم الكشف عند خلع خوذته أن Foxtrot 813 هو في الواقع نسخة مثالية من فتيل وأن الشخص الذي احتاج لاحقًا إلى جسده ليتم إحيائه. بالاستيلاء على جسم وعقل Foxtrot 813 لنفسه، اكتملت خطة فتيل وأعلن أنه ولد من جديد. 

### التطوير
نُقل عن المنتج المساعد لوكاس مايرز أوف مونوليث قوله: «إن أحد الأهداف الرئيسية التي حددها الفريق لتحقيقه مع فـيـر 2: إعادة الولادة كان التوصل إلى بيئات جديدة ومثيرة للاهتمام من شأنها أن تتوسع فيما وضعناه في اللعبة الأصلية. لقد بذلنا قصارى جهدنا لنقدم لمشجعينا أكبر قدر ممكن من التنوع في الحملة الجديدة. عندما يختبر اللاعب قصة ريبلكا Foxtrot 813 ، سوف ينتقل إلى مسافات مختلفة داخل أي مهمة معينة لنقل القصة إلى الأمام. في النهاية، أردنا إظهار البيئات التي أبقت جمهورنا مهتمًا بتوفير مساحات أكثر انفتاحًا ورأسية مما حققناه في الماضي.» 

### التقييم
تلقت التوسع متوسط الاستعراضات. وهو يحمل متوسط 57/100 على موقع الويب الإجمالي ميتاكريتيك.  يقوم النقاد والمشاهدون بمقارنتها مع «أصل المشروع» ، ولكن عدم وجود مخاوف من ذلك. 

## التقييمات
| استقبال |                                        |
| --- | -------------------------------------- |
| مجموع النقاط المجموع نقاط ميتاكريتيك (PS3) 79/100 [ 22 ] (PC) 79/100 [ 23 ] (X360) 77/100 [ 24 ] نتائج المراجعة نشرة نقاط يورو غيمر 5/10 [ 25 ] غيم برو 4/5 [ 26 ] غيم سبوت 7/10 [ 27 ] آي جي إن 8.5/10 [ 28 ] Resolution Magazine 76% [ 29 ] |                                        |
| مجموع النقاط |                                        |
| المجموع | نقاط                                   |
| ميتاكريتيك | (PS3) 79/100 (PC) 79/100 (X360) 77/100 |
| نتائج المراجعة |                                        |
| نشرة | نقاط                                   |
| يورو غيمر | 5/10                                   |
| غيم برو | 4/5                                    |
| غيم سبوت | 7/10                                   |
| آي جي إن | 8.5/10                                 |
| Resolution Magazine | 76%                                    |

تلقت فير 2 ملاحظات إيجابية في الغالب. تجميع مواقع المراجعة أعطت غيم رانكينغز وميتاكريتيك لإصدار بلاي ستيشن 3 79.19٪ و 79/100 ،  اما  إصدار الكمبيوتر الشخصي فحصل على 77.86٪ و 79/100  وإصدار إكس بوكس 360  77.74٪ و 77/100 .   منحت يورو جيمر اللعبة 5/10. من بين الانتقادات التي وجهت لها تصميم غير مستوحى من الأداء وسوء التنفيذ في محاولة المطورين لتغيير طريقة اللعب مع إضافة دروع ميكانيكية.  صنفت مجلة جيم برو اللعبة بـ 4/5 ، مشيدةً بتأثير اللعبة واللعب، لكنها انتقدت AI المنافس ، التصاميم المتساوية ، وتنتهي اللعبة بنبرة مسطحة.  منحت مجلة Resolution اللعبة 76٪. وأشادوا بأداء اللعبة ، ووصفوها بأنها ممتعة، على الرغم من افتقارها للإبداع.  
في عام 2010 ، قامت UGO بتضمين اللعبة في المقالة «أغرب 11 نهايات للألعاب».

### مبيعات
عند إصدارها ، ظهرت فـيـر 2 في المرتبة الثانية على كل من المخططات البيانية لأجهزة الكمبيوتر الشخصية في الولايات المتحدة ، وفي المملكة المتحدة في جميع أشكال الرسوم البيانية.   وكانت أيضا  الأكثر ظهور في جيم فلاي.

## تتمة
تسربت شائعات من تتمة ل فير 2 عبر منتديات NeoGAF بسبب صورة «العدد القادم» لقضية مارس من مجلة ألعاب الفيديو الإسبانية Marca Player. تُظهر الصورة ألما وطفلها، إلى جانب شخصيتين أخريين. ومع ذلك، لم يرد تأكيد من قبل وارنر بروس في ذلك الوقت.
تم الإعلان عن تكملة، بعنوان فير 3 ، في 8 أبريل 2010 ،   القصة تتبع ألما وولادة طفلها. يعود «بوينت مان» إلى اللعبة الأولى، بالإضافة إلى باكستون فيتيل. يحتوي فـيـر 3 على سيناريو شارك في كتابته ستيف نايلز والسينما في اللعبة من إخراج المخرج جون كاربنتر. تم إصداره في يونيو 2011 لـ مايكروسوفت ويندوز وبلاي ستيشن 3 وXbox 360 .